# وستپورت، انتاریو
وستپورت، انتاریو (به انگلیسی: Westport) یک منطقهٔ مسکونی در کانادا است که در شهرستان‌های لیدز و گرنویل یونایتد واقع شده‌است.

## خصوصیات
وستپورت ۶۴۵ نفر جمعیت دارد.